# شهرستان یونگشینگ
شهرستان یونگشینگ (به لاتین: Yongxing County) یک شهرستان‌های جمهوری خلق چین در چین است که در چنژو واقع شده‌است.